# Republika (Łotwa)
Republika (łot. Republika) – łotewska centrowa partia polityczna założona w 2021 roku przez Vjačeslavsa Dombrovskisa, byłego przewodniczącego liberalnej Partii Reform. Opowiada się za pragmatyzmem w polityce, odejściem od ideologicznych sporów i skoncentrowaniem się na rozwoju gospodarczym Łotwy. 

## Historia
Ugrupowanie powstało w sierpniu 2021 roku z inicjatywy Vjačeslavsa Dombrovskisa,  byłego przywódcy Partii Reform, ministra w centroprawicowych rządach Valdisa Dombrovskisa i Laimdoty Straujumy oraz posła Socjaldemokratycznej Partii „Zgoda”, który na wiosnę 2021 roku założył stowarzyszenie Republika 2030. 
Wśród jego twórców znaleźli się m.in. były minister komunikacji Anrijs Matīss, była posłanka „Zgody” Evija Papule, analityk Łotewskiego Instytutu Polityki Zagranicznej Raimonds Rublovskis, były dyrektor samorządowej spółki Rēzeknes satiksme Jevgēnijs Koršenkovs, muzyk i były redaktor dziennika „Diena” Sergejs Ancupovs, a także dr ekonomii Sergejs Gubins. Jako cel ruch Republika 2030 postawił sobie szybki rozwój gospodarczy Łotwy, wspomniano o tym, że w ciągu dwudziestu lat Łotwa może osiągnąć poziom rozwoju Szwecji. Ugrupowanie zadeklarowało się jako ruch centrowy, daleki od skrajności, gotowy przyjmować w swoje szeregi zarówno Łotyszy, jak i Rosjan i nie pytać o ich ideologię polityczną. Vjačeslavs Dombrovskis zapowiedział, że jego partia nie będzie stosować żadnych czerwonych linii wobec innych ugrupowań i jest gotowa współpracować ze wszystkimi, którzy będą skłonni realizować jej program. Partia chce doprowadzić w ciągu czterech lat do tego, by średnia płaca na Łotwie wyniosła 2 tysiące euro.
28 sierpnia odbył się kongres założycielski ugrupowania z udziałem 263 delegatów. Na współprzewodniczącego nowej siły politycznej wybrano oprócz Dombrovskisa Sandisa Ģirģensa, byłego ministra spraw wewnętrznych w rządzie Krišjānisa Kariņša oraz polityka KPV LV. Wśród członków zarządu znalazł się jego brat, poseł na Sejm Kaspars Ģirģens. Przewodniczącą rady politycznej Republiki została posłanka Evija Papule. Partia Republika została oficjalnie zarejestrowana 17 września. 
W lutym 2022 roku Vjačeslavs Dombrovskis wraz ze swoimi stronnikami opuścił partię. W następnym miesiącu na jej przewodniczącego wybrano Sandisa Ģirģensa. Od 2025 na czele partii stoi Ēriks Pucens. Partia zapowiedziała swój start w wyborach samorządowych w 2025.
Partia zarejestrowała swoje listy w wyborach w 2022. W sondażach Republika notowała poparcie ok. 1% wyborców, co nie dawało jej szans na reprezentację w Sejmie XIV kadencji. 
Ostatecznie na ugrupowanie głosowało 1,76% wyborców, a jego kandydaci nie dostali się do Sejmu. 